# Statul Darfur Central
Statul Darfur Central este unul dintre cele 18 unități administrativ-teritoriale de gradul I ale Sudanului, și unul din cele cinci state din regiunea Darfur. A fost creat în ianuarie 2012, din teritorii care anterior au făcut parte din Statul Darfur de Vest și Statul Darfur de Sud. Reședința sa este orașul Zalingei.